# 藤原英昭
藤原 英昭（ふじわら ひであき、1965年6月29日 - ）は、日本中央競馬会（JRA）・栗東トレーニングセンターに所属している調教師である。父は元繋駕速歩競走の騎手、元厩務員の藤原玄房。

## 来歴
騎手を目指していたが不合格であったという。同志社大学馬術部で活躍後、1989年9月から、栗東・星川薫厩舎所属の調教助手となる。
2000年2月に、調教師免許を取得する。
2001年3月1日付で星川薫厩舎を引き継ぐ形で厩舎を開業し、3月3日に阪神競馬場での第1レースで、2番人気だったインビジブルタッチが勝利し、初出走で初勝利を挙げる。5月4日には、京都新聞杯をテンザンセイザが制し、重賞初勝利を挙げる。10月10日、名古屋競馬場で行われた名古屋チャレンジカップミント賞にゼンノバッカスが出走したが、地方競馬初出走は最下位（12着）だった。
2005年8月24日に旭川競馬場で行われたアルビレオ特別をサンタマリアガールが制し、地方初勝利を挙げる。12月3日には、JRA通算100勝を達成した。
2008年5月18日、ヴィクトリアマイルをエイジアンウインズで制し、厩舎開業8年目にしてGI(JpnI)初勝利。同年7月9日、ジャパンダートダービーをサクセスブロッケンで制し、GI(JpnI)2勝目を挙げた。
2009年2月22日、フェブラリーステークスをサクセスブロッケンで制する。同年12月29日、年末最後のGIの東京大賞典をサクセスブロッケンで制する。
2010年5月30日、東京優駿をエイシンフラッシュで制す。
2013年11月17日、第30回マイルチャンピオンシップをトーセンラーで優勝。このレースで武豊騎手は地方や海外も含めたGIレース通算100勝を達成した。
2015年7月4日、函館6Rでスクエアゴールドが1着となり、現役21人目となるJRA通算500勝を達成した。
2015年にはストレイトガールでヴィクトリアマイルとスプリンターズステークスを制覇。その年の香港スプリントを最後に引退が決まっていたが、翌2016年に引退を撤回。阪神牝馬ステークスを叩いて出走したヴィクトリアマイルを勝利し、JRA史上初7歳牝馬によるGⅠ制覇という快挙を成し遂げた。
2018年4月15日、エポカドーロで皐月賞を制覇し、鞍上の戸崎圭太とともに初勝利を成し遂げた。続く日本ダービーでは、戦前より囁かれていた距離不安は払拭したものの、悲願のダービー初制覇を狙っていた福永祐一が駆るワグネリアンに差し切られ、2度目のダービー制覇に手が届かなかった。またこの年は58勝をマークし、2001年の厩舎開業以来初のJRAリーディングトレーナーに輝いた。
2021年5月30日、シャフリヤールで日本ダービーに出走。無敗で皐月賞を勝利したエフフォーリアとの直線追い比べをハナ差で制し、2分22秒5のダービーレコードで2度目の優勝を果たした。
2025年2月9日、京都5Rでルージュソリテールが1着となり、史上26人目、現役4人目となるJRA通算900勝を6066戦目達成した。

## エピソード
栗東所属の調教師でありながら、武豊騎手へはよほどのことがない限り騎乗依頼はほとんど出さなかった。しかし、2013年にトーセンラーでマイルチャンピオンシップを優勝して以降、騎乗依頼が増えている。しかし2017年のCBC賞のトーセンデューク以降は再び騎乗依頼を出さない時期が続き、2019年1月の新馬戦でトーセンラー産駒トーセンスカイの鞍上に武豊を起用、実におよそ1年半ぶりのことであった。
2007年の日本ダービーでは、前哨戦の京都新聞杯を岩田康誠騎乗で勝利したタスカータソルテに、武豊が騎乗した。これは、この年の有力馬であったアドマイヤオーラの陣営が、それまで主戦を務めていた武をダービーの1週前に降板させ、タスカータソルテに騎乗すると思われていた岩田に騎乗依頼を行ったことで、タスカータソルテの騎手と武の騎乗馬の双方が空白になってしまったためである。武はこのタスカータソルテの騎乗依頼を深く感謝していた。
学生馬術出身者を厩舎スタッフに積極的に採用している厩舎の一つである。
勝率が高く、「一戦必勝を厩舎のポリシーにしている」と語っている（JRA賞授賞式にて）
福永祐一が調教師試験に合格し、技術調教師としての修行期間に藤原厩舎への所属を希望したが、「（所属した厩舎の）色がつくから、お前はフリーで行け」として所属を断ったことがある。

## 調教師成績
| 年度   | 1着 | 2着 | 3着 | 出走 | 勝率 | 順位  |
| ------ | --- | --- | --- | ---- | ---- | ----- |
| 2001年 | 15  | 12  | 11  | 149  | .101 | 100位 |
| 2002年 | 21  | 11  | 13  | 182  | .115 | 46位  |
| 2003年 | 22  | 21  | 17  | 183  | .120 | 48位  |
| 2004年 | 20  | 17  | 22  | 209  | .096 | 50位  |
| 2005年 | 22  | 19  | 13  | 201  | .109 | 45位  |
| 2006年 | 33  | 15  | 20  | 209  | .158 | 16位  |
| 2007年 | 37  | 34  | 18  | 201  | .184 | 5位   |
| 2008年 | 44  | 26  | 17  | 221  | .199 | 3位   |
| 2009年 | 36  | 32  | 22  | 241  | .149 | 10位  |
| 2010年 | 37  | 23  | 25  | 264  | .140 | 8位   |
| 2011年 | 49  | 36  | 25  | 277  | .177 | 2位   |
| 2012年 | 46  | 40  | 21  | 293  | .157 | 4位   |
| 2013年 | 53  | 35  | 26  | 274  | .193 | 2位   |
| 2014年 | 44  | 43  | 42  | 279  | .158 | 6位   |
| 2015年 | 48  | 29  | 34  | 265  | .181 | 3位   |
| 2016年 | 41  | 35  | 24  | 284  | .144 | 7位   |
| 2017年 | 55  | 50  | 34  | 312  | .176 | 2位   |
| 2018年 | 58  | 52  | 34  | 301  | .193 | 1位   |
| 2019年 | 35  | 35  | 25  | 286  | .122 | 16位  |
| 2020年 | 38  | 19  | 29  | 269  | .141 | 8位   |
| 2021年 | 30  | 34  | 16  | 268  | .112 | 25位  |
| 2022年 | 41  | 33  | 32  | 282  | .145 | 9位   |
| 2023年 | 33  | 18  | 28  | 286  | .115 | 15位  |
| 2024年 | 38  | 25  | 38  | 296  | .128 | 14位  |
| 通算   | 896 | 694 | 586 | 6032 | .149 |       |

|                    | 日付          | 競馬場・開催  | 競走名             | 馬名               | 頭数 | 人気 | 着順 |
| ------------------ | ------------- | ------------- | ------------------ | ------------------ | ---- | ---- | ---- |
| 初出走・初勝利     | 2001年3月3日  | 1回阪神3日1R  | 3歳未勝利          | インビジブルタッチ | 9頭  | 2    | 1    |
| 重賞初出走・初勝利 | 2001年5月4日  | 3回京都5日11R | 京都新聞杯         | テンザンセイザ     | 17頭 | 8    | 1    |
| GI初出走           | 2001年5月27日 | 3回東京4日9R  | 東京優駿           | テンザンセイザ     | 18頭 | 5    | 6    |
| GI初勝利           | 2008年5月18日 | 2回東京8日11R | ヴィクトリアマイル | エイジアンウインズ | 18頭 | 5    | 1    |

### 表彰
- JRA賞最多勝利調教師

2018年
- JRA賞最高勝率調教師

2007年、2008年、2013年
- 優秀調教師賞（関西）

2007年 - 2009年、2011年、2013年 - 2015年、2018年
- 新人騎手育成賞

2019年

## 主な管理馬
太字はGI・JpnI競走を示す

### GI級競走優勝馬（管理時）
- エイジアンウインズ（2008年ヴィクトリアマイル、阪神牝馬ステークス）
- サクセスブロッケン（2008年ジャパンダートダービー、2009年フェブラリーステークス、東京大賞典）
- エイシンフラッシュ（2010年東京優駿、京成杯、2012年天皇賞（秋）、2013年毎日王冠）
- ローマンレジェンド（2012年エルムステークス、みやこステークス、東京大賞典、2014年エルムステークス）
- トーセンラー（2011年きさらぎ賞、2013年京都記念、マイルチャンピオンシップ）
- ストレイトガール（2014年シルクロードステークス、2015年ヴィクトリアマイル[8]、スプリンターズステークス[9]、2016年ヴィクトリアマイル[10])
- ミスターメロディ （2018年ファルコンステークス、2019年高松宮記念）
- エポカドーロ （2018年皐月賞）
- シャフリヤール（2021年毎日杯、東京優駿、2022年ドバイシーマクラシック）
- ヴァレーデラルナ（2022年JBCレディスクラシック）[11]

### 重賞競走優勝馬（管理時）
- テンザンセイザ（2001年京都新聞杯、京阪杯）
- アイディンサマー（2001年阪神ジャンプステークス、京都ハイジャンプ）
- エイシンツルギザン（2003年ニュージーランドトロフィー）
- マッキーマックス（2006年ダイヤモンドステークス）
- トーホウアラン（2006年京都新聞杯、中日新聞杯、2008年京都大賞典）
- デアリングハート（2006年クイーンステークス、府中牝馬ステークス、2007年府中牝馬ステークス）
- タスカータソルテ（2007年京都新聞杯、2008年中京記念、札幌記念）
- エアジパング（2008年ステイヤーズステークス）
- ジェルミナル（2009年フェアリーステークス）
- ブロードストリート（2009年ローズステークス）
- ネオヴァンドーム（2010年きさらぎ賞）
- ミラクルレジェンド（2010年レパードステークス、クイーン賞、2011年レディスプレリュード、JBCレディスクラシック、2012年マリーンカップ、レディスプレリュード、JBCレディスクラシック、2013年エンプレス杯）
- カラフルデイズ（2011年関東オークス）
- アルキメデス（2013年朝日チャレンジカップ）
- ウリウリ（2014年京都牝馬ステークス、2015年CBC賞)
- ステファノス（2014年富士ステークス）
- エンジェルフェイス（2016年フラワーカップ）
- クリプトグラム（2016年目黒記念）
- ガリバルディ（2016年中京記念）
- パフォーマプロミス （2018年日経新春杯、アルゼンチン共和国杯、2020年鳴尾記念）
- ギベオン （2018年中日新聞杯、2021年金鯱賞）
- ルックトゥワイス（2019年目黒記念）
- レッドベルジュール（2019年デイリー杯2歳ステークス）
- ミヤマザクラ（2020年クイーンカップ）
- ヴァンドギャルド（2020年富士ステークス）
- レッドベルオーブ（2020年デイリー杯2歳ステークス）
- サブライムアンセム（2022年フィリーズレビュー）
- アスクワイルドモア（2022年京都新聞杯）
- ダノンマッキンリー（2024年ファルコンステークス、スワンステークス）
- ワイドラトゥール（2025年愛知杯）

### その他
- エイシンダンカーク（引退後スウェーデンの種牡馬）
- フィエロ（2014年・2015年マイルチャンピオンシップ2着、引退後インドの種牡馬）
- シルバーステート（引退後種牡馬）

## 主な厩舎所属者
※太字は門下生。括弧内は厩舎所属期間と所属中の職分。
- 上村洋行（2004年-2006年 騎手）
- 船曳文士（2010年 騎手）
- 岩田望来（2019年-2023年 騎手）